# Justin Robinson (Musiker)

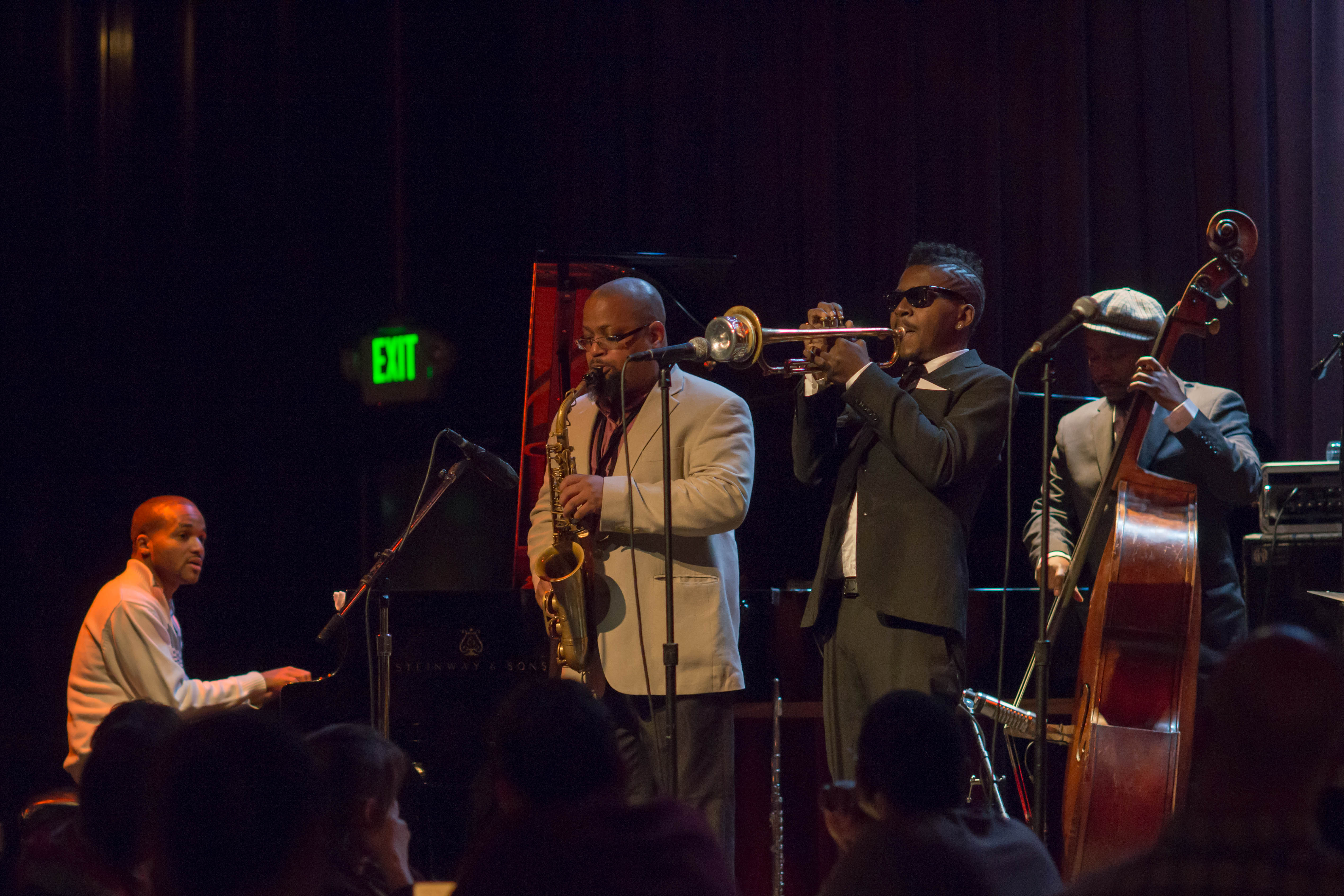
Justin Robinson (Saxophon) mit dem Roy Hargrove Quintet im Dimitriou's Jazz Alley (2013), mit Sullivan Fortner (links) und Ameen Saleem (rechts am Kontrabass)

Justin Jay Robinson (* 14. August 1968 in Manhattan, New York) ist ein US-amerikanischer Jazz-Altsaxophonist und Flötist des Hardbop.

## Leben und Wirken
Robinson, dessen Eltern beide Saxophon bzw. Klarinette spielen, lernte mit dreizehn Jahren Saxophon und besuchte die High School of Music and Arts (LaGuardia High School) in New York City. Unter dem Einfluss der Musik von Charlie Parker und Jackie McLean verlegte er sich auf das Altsaxophon. Erstmals trat er im Village Gate in der Show First Generations of Jazz auf. Von 1984 bis 1986 gehörte er der McDonald's High School Jazz Band an, um mit 18 Jahren mit Philip und Winard Harper in deren Formation Harper Brothers tätig zu sein; 1988 holte ihn Betty Carter in ihre Band. Ab Anfang der 1990er Jahre u. a. spielte er bei Cecil Brooks III, Abbey Lincoln, Diana Ross, Little Jimmy Scott, der Carnegie Hall Jazz Band, der Dizzy Gillespie All Star Band, Kate Higgins, Sam Newsome und vor allem bei Roy Hargrove, sowohl in dessen Big Band als auch in dessen Quintett. 1998 wirkte bei dem Roland-Kirk-Projekt Haunted Melodies mit. Nach seinem Plattendebüt Justin Time (Verve, 1991), an dem Bobby Watson, Eddie Henderson, Kenny Barron und Gary Bartz mitwirkten, erschien 1998 das Album Challenge, auf dem er u. a. von seinem Jugendfreund Stephen Scott begleitet wurde. Robinson lebt in New Jersey. Gegenwärtig (2019) leitet er ein Quartett, dem Sharp Radway (Piano), Alexander Claffy (Bass) und Willie Jones III (Drums) angehören.

## Lexikalischer Eintrag
- Leonard Feather, Ira Gitler: The Biographical Encyclopedia of Jazz. Oxford University Press, New York NY u. a. 2007, ISBN 978-0-19-532000-8.